# Det tysta huset
Det tysta huset (originaltitel: Sessiz Ev) en turkisk roman från 1983 av Orhan Pamuk, mottagare av Nobelpriset i litteratur 2006. Den svenska översättningen gavs ut 1998. Romanen som bärs fram av huvudpersonernas egna berättelser, monologer, utspelar sig i Turkiet i slutet av 1970-talet. Romanen har i tidningen Expressen beskrivits som "ett slags växelsång à la Lobo Antunes, med olika röster sammanflätade till en disharmonisk bild av de sena 1900-talets Turkiet, där religiösa dogmer, nationalistiska diktat och västerländska frestelser våldsamt kolliderar med varandra."

## Huvudpersoner
- Fatma - en nittioårig änka
- Recep - en dvärg som även är Fatmas enda tjänare
- Metin - en gymnast som drömmer om att emigrera till Amerika
- Nilgun - en vänsterradikal studentska
- Faruk - en lätt alkoholiserad historiker
- Hasan - Receps brorson

## Utmärkelser
- "Man Asian Literary Prize" (2012) kortlistad för den engelska översättningen av boken[2]